# Elsbeth Schragmüller
Elsbeth Schragmüller, de fapt Elisabeth; alias Mademoiselle Docteur, Fräulein Doktor, Fair Lady, La Baronne, Mlle Schwartz (n. 7 august 1887, Schlüsselburg⁠(d), Renania de Nord-Westfalia, Germania – d. 24 februarie 1940, München, Germania Nazistă) a fost un om de știință german în domeniul științelor politice iar în timpul Primului Razboi Mondial șefa secției de spionaj pentru Franța în Serviciul de Informații al Obersten Heeresleitung.

## Legături externe
- en Povestea filmelor cu "Fräulein Doktor"

## Vezi și
- Mata Hari
- Domnișoara doctor